# Aquabacterium
Aquabacterium ist eine Gattung beweglicher, stäbchenförmiger, gramnegativer, Oxidase-positiver und Katalase-negative Bakterien aus der Ordnung Burkholderiales, die 1999 aus Biofilmen der Berliner Trinkwasser-Versorgung isoliert wurden.
Zu den damals identifizierten Arten gehören Aquabacterium citratiphilum, Aquabacterium parvum und Aquabacterium commune.
Diese Arten werden repräsentiert durch drei aus Biofilmen des Berliner Trinkwassersystems isolierte Bakterienstämme, die im Hinblick auf ihre morphologischen und physiologischen Eigenschaften und ihre taxonomische Stellung charakterisiert wurden.
Die Typusart der Gattung ist Aquabacterium commune.

## Beschreibung
Vom Phänotyp handelte es sich bei den 1999 gefundenen und untersuchten Bakterien um bewegliche, gramnegative Stäbchen, die eine Oxidase, aber keine Katalase besitzen und als Speicherpolymere Polyalkanoate (alias Polyhydroxyalkanoate) und Polyphosphat enthielten.
Sie zeigten ein mikroaerophiles Wachstumsverhalten und nutzten Sauerstoff und Nitrat als Elektronenakzeptoren, nicht aber Nitrit, Chlorat, Sulfat oder Eisen(III). Zu den verstoffwechselten Substraten gehört ein breites Spektrum an organischen Säuren, aber keine Kohlenhydrate. Die drei 1999 in Berlin gefundenen Arten lassen sich anhand ihrer Substratnutzung, ihrer Fähigkeit zur Hydrolyse von Harnstoff und Kasein, ihrer zellulären Proteinmuster, ihres Wachstums auf nährstoffreichen Medien sowie ihrer Temperatur-, pH- und NaCl-Toleranz voneinander unterscheiden.
Die Zellen der drei 1999 in Berlin gefundenen Arten sind i. A. aufgrund polarer (endständiger) Geißeln beweglich (motil). Sie sind mesophil (mittlere Temperaturbereiche bevorzugend), lediglich die Art Aquabacterium tepidiphilum ist leicht thermophil (wärmeliebend).

## Habitat
Die drei ursprünglichen Spezies (Arten) A. citratiphilum, A. parvum und A. commune wurden aus Biofilmen in Trinkwasserinstallationen isoliert. Vertreter der Gattung können aber auch in Süßwasserquellen und Böden gefunden werden, möglicherweise auch im Darm von Hühnerkücken (siehe §Artenliste).

## Etymologie
Der Gattungsname leitet sich ab von lateinisch aqua ‚Wasser‘ und verweist damit auf das Berliner Trinkwassersystem als Fundort der drei ursprünglichen Arten (inklusive der Typusart) im Jahr 1999.

## Systematik
Eine phylogenetische Analyse durch Sibylle Kalmbach et al. auf der Grundlage eines 16S-rRNA-Gen-Sequenzvergleichs ergab 1999, dass die Berliner Isolate B4, B6 und B8 der Familie Comamonadaceae (früher als „Beta-1-Untergruppe“ oder „-klasse“ bezeichnet) des Phylums Pseudomonadota (Proteobakterien) angehören.
Diese drei ursprünglichen Isolate bilden jeweils eine eigene Arten (Spezies), sie haben mit einem internen Verwandtschaftsgrad der DNA von 44,9 bis 51,3 %.
Daher wurde 1999 vorgeschlagen, eine neue Gattung Aquabacterium zu schaffen, mit den Spezies A. citratiphilum, A. parvum und A. commune und diesen drei Isolaten als jeweiligem Referenzstamm. Die Typusart der neuen Gattung ist A. commune.
Die Familienzugehörigkeit ist in der Taxonomie des  National Center for Biotechnology Information  (NCBI) abweichend als incertae sedis (innerhalb der Ordnung Burkholderiales) angegeben, in der Genome Taxonomy Database (GTDB) als Burkholderiaceae_B.

### Artenliste
Die folgende Liste umfasst die Arten der Gattung Aquabacterium nach der List of Prokaryotic names with Standing in Nomenclature (LPSN) mit Ergänzungen (insbes. Referenzstämme) gemäß der Taxonomie des NCBI. Ein hochgestelltes G in Klammern verweist auf die GTDB – Stand: 2. Januar 2024:
Gattung Aquabacterium Kalmbach et al. 1999(G)
- Aquabacterium citratiphilum Kalmbach et al. 1999
  - Referenzstamm: B4 alias ATCC:BAA-207, CIP:106985 oder DSM:11900 – Fundort: Berlin, im Trinkwassersystem
- Aquabacterium commune Kalmbach et al. 1999(G) (Typus)(G)
  - Referenzstamm: B8 alias ATCC:BAA-209, CCUG:48318, CIP:106984 oder DSM:11901 – Fundort: Berlin, im Trinkwassersystem
- „Candidatus Aquabacterium excrementipullorum“ Gilroy et al. 2021(G)
  - Referenzstamm: ChiHile3-4534 – Fundort: Mikrobiom im Darm von Hühnern/Hühnerkücken
- Aquabacterium fontiphilum Lin et al. 2009(G)
  - Referenzstamm: CS-6 alias BCRC:17729 oder BCCM/LMG:24215 – Fundort: Taiwan, im Wasser
- „Aquabacterium hongkongensis“ T. Zhang et al. 2006 – nur NCBI
  - Referenzstamm: CA5 (≠ Mesorhizobium sp. CA5) – Fundort: Hongkong, im Trinkwassersystem
- Aquabacterium lacunae Chen et al. 2020(G) [inkl. Aquabacterium sp. KMB7]
  - Referenzstamm: KMB7 alias BCRC:81156, BCCM/LMG:30924 oder KCTC:62867 – Fundort: Taiwan, im Wasser
- Aquabacterium limnoticum Chen et al. 2012[9]
  - Referenzstamm: ABP-4 alias BCRC:80167 oder KCTC:23306 – Fundort: Taiwan, im Boden einer Süßwasserquelle
- Aquabacterium olei Pham et al. 2015(G) [inkl. Aquabacterium sp. NHI-1]
  - Referenzstamm: NHI-1 alias KEMC:9005-082, KACC:18244 oder NBRC:110486 – Fundort: Südkorea, in ölkontaminiertem Boden
- Aquabacterium parvum Kalmbach et al. 1999(G)
  - Referenzstamm: B6 alias ATCC:BAA-208, CCUG:48317, CIP:106983 oder DSM:11968 – Fundort: Berlin, im Trinkwassersystem
- Aquabacterium soli Sun et al. 2021(G) [inkl. Aquabacterium sp. SJQ9]
  - Referenzstamm: SJQ9 alias CCTCC:AB 2018284 oder JCM:33106 – Fundort: Shanghai, im Boden
- Aquabacterium terrae Dahal et al. 2021 [inkl. Aquincola sp. S2]
  - Referenzstamm: S2 alias KCTC:72741 oder NBRC:114609 – Fundort: Seoul, im Boden
- Aquabacterium sp. NJ1[10] [Aquabacterium sp000768065(G)] – nicht LPSN
  - Referenzstamm: NJ1 – Fundort: New Jersey, im Boden

Verschiebungen nach LPSN und GTDB:
- Aquabacterium pictum Hirose et al. 2020 → Rubrivivax pictus (Hirose et al. 2020) Liu et al. 2023 [Aquabacterium_A pictum(G)]
- Aquabacterium tepidiphilum Khan et al. 2019 → Caldimonas tepidiphila (Khan et al. 2019) Liu et al. 2023 [Aquabacterium_B tepidiphilum(G)]